# Дорож, Максим
Максим Дорож (? — 1919) — анархист, повстанческий атаман, участник махновского движения.

## Биография
До начала гражданской войны работал шахтером в городе Юзово Бахмутского уезда. С началом боевых событий в 1917 году присоединился к группе анархо-коммунистов, создал и возглавил Черную гвардию из шахтеров Донбасса.
С 1918 по 1919 командовал красногвардейскими отрядами. В августе 1919 во главе батальона красных присоединился к РПАУ. 1 сентября 1919 избран членом штаба и инспектором кавалерии РПАУ.
Активный участник Уманского боя 27 сентября 1919, руководил действиями кавалерии махновцев, захватил Умань и разбил кавалерийские части генералов И. Д. Попова, Ф. Д. Назарова, Г. Б. Андгуладзе, уничтожив 6 тыс. Белых. Преследуя отступающего противника, в районе Перегоновка уничтожил двенадцатитысячных группу офицерских полков. Один из руководителей наступления махновцев на Александровск и Екатеринослав в сентябре - октябре 1919.
В ноябре - декабре 1919 комендант Екатеринослава.  23 ноября 1919 года на собрании повстанческих командиров в Екатеринославе обсуждался вопрос о нанесении побоев санитарному надзирателю Похилко и аресте его сестры комендантом города Дорожем. На собрании было принято создать комиссию для расследования правонарушения последнего.
В феврале 1920 года Дорож служил в 1-м Донецком корпусе РПАУ, помощником  начальника кавалерии Агафонова.
Дальнейшая судьба неизвестна.